# Julián Calleja y Sánchez

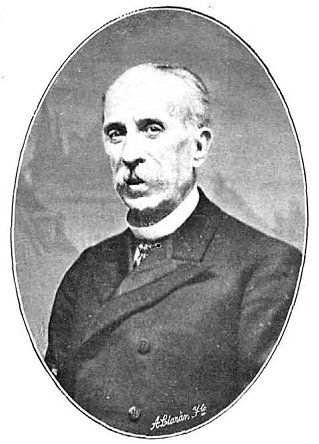
Julián Calleja y Sánchez

Julián Calleja y Sánchez (ur. 1 grudnia 1836 w Madrycie, zm. 12 kwietnia 1913) – hiszpański anatom. Opisał strukturę mózgu, znaną dziś jako wyspy Calleji.